# Sierlijke mosnetwants
De sierlijke mosnetwants (Acalypta gracilis) is een wants uit de familie van de Tingidae (netwantsen). De soort werd het eerst wetenschappelijk beschreven door Franz Xaver Fieber in 1844.

## Uiterlijk
De langwerpig ovaal gevormde netwants kan 2 tot 2,5 mm lang worden. Net als de andere netwantsen hebben ze een fijnmazig netwerk van aders op hun vleugels. De vleugeladers zijn uniform van kleur. De antennes zijn niet behaard en de basis van het derde antennesegment is enigszins verdikt. Het halsschild is naar voren gebogen maar steekt niet uit tot voorbij de ogen (zoals bij de grote mosnetwants (Acalypta carinata)). De soort kent voornamelijk kortvleugelige (brachypteer) maar ook langvleugelige (macropteer) individuen. Het aantal cellen in het middenveld van de vleugel onderscheidt de soort van de verder zeer gelijkende kleine mosnetwants (Acalypta parvula).

## Leefwijze
De volwassen dieren kunnen van juli tot september aangetroffen worden. Er is één generatie per jaar en dieren overwinteren als nimf en adult. Ze kunnen gevonden worden tussen mossen en korstmossen onder lage planten zoals kleverige reigersbek (Erodium lebelii), op droge zandbodems in heidegebieden of in de duinen. 

## Leefgebied
De soort komt voor in Europa en Azië tot in het oosten van Rusland en Mongolië. In Nederland worden de dieren gevonden in kalkrijke duinen in Zeeland en Zuid- en Noord-Holland.   